# Bourdic (rzeka)
Bourdic – rzeka we Francji, przepływająca przez teren departamentu Gard, o długości 25 km. Stanowi dopływ rzeki Gard.